# Полтаво-Боголюбовка (Пятихатский район)
Полтаво-Боголюбовка (укр. Полтаво-Боголюбівка) — село,
Богдано-Надеждовский сельский совет,
Пятихатский район,
Днепропетровская область,
Украина.
Код КОАТУУ — 1224581009. Население по переписи 2001 года составляло 51 человек .

## Географическое положение
Село Полтаво-Боголюбовка находится на расстоянии в 0,5 км от села Богдано-Надеждовка и в 2-х км от города Жёлтые Воды.
По селу протекает пересыхающий ручей с запрудой.
Через село проходит автомобильная дорога Т-0418.

## История
- 1992 год — село Полтаво-Боголюбовка было восстановлено, ранее оно было объединено с селом Богдано-Надеждовка[2].